# 奧爾巴尼鎮區 (明尼蘇達州斯特恩斯縣)
奧爾巴尼鎮區（英語：Albany Township）是位於美國明尼蘇達州斯特恩斯縣的一個行政鎮區，於1868年設立。

## 地方資料
奧爾巴尼鎮區的面積為94.93平方千米，當中陸地面積為94.25平方千米，而水域面積為0.67平方千米。根據2020年美國人口普查的數據，當地共有人口983人，而人口密度為每平方千米10.35人。